# 52384 Elenapanko
52384 Elenapanko este o planetă minoră (asteroid) din Mars-crossing asteroid⁠(d). A fost descoperită pe 19 aprilie 1993 la Observatorul Palomar de Carolyn S. Shoemaker. 
Obiectul prezintă o orbită caracterizată de o semiaxă mare de 1,8519787447463 UAi, o excentricitate de 0,1, o înclinație de 26,2 ° în raport cu ecliptica.